# Cunejasu Mijamoto
Cunejasu Mijamoto (* 7. únor 1977) je bývalý japonský fotbalista.

## Reprezentace
Cunejasu Mijamoto odehrál 71 reprezentačních utkání. S japonskou reprezentací se zúčastnil Mistrovství světa 2002, 2006.

## Statistiky
| Japonsko | Japonsko | Japonsko |
| Roky     | Záp.     | Góly     |
| -------- | -------- | -------- |
| 2000     | 2        | 0        |
| 2001     | 3        | 0        |
| 2002     | 11       | 0        |
| 2003     | 10       | 0        |
| 2004     | 19       | 2        |
| 2005     | 15       | 1        |
| 2006     | 11       | 0        |
| Celkem   | 71       | 3        |